# Coppa del mondo di ciclocross 2016-2017
La Coppa del mondo di ciclocross 2016-2017, ventiquattresima edizione della competizione, si è svolta in nove eventi tra il 21 settembre 2016 e il 22 gennaio 2017. Le gare sono state riservate alle categorie maschili Elite, Under-23 e Juniores e alla categoria femminile Elite.

## Uomini Elite

### Risultati
| N. | Data         | Città          | Prova                          | Vincitore            | Leader della Cl. generale |
| -- | ------------ | -------------- | ------------------------------ | -------------------- | ------------------------- |
| 1  | 21 settembre | Las Vegas      | CrossVegas                     | Wout Van Aert        | Wout Van Aert             |
| 2  | 24 settembre | Iowa City      | Jingle Cross                   | Wout Van Aert        | Wout Van Aert             |
| 3  | 23 ottobre   | Valkenburg     | Cauberg Cyclo-Cross            | Mathieu van der Poel | Wout Van Aert             |
| 4  | 20 novembre  | Koksijde       | Duinencross                    | annullato            | annullato                 |
| 5  | 26 novembre  | Zeven          | Poldercross                    | Mathieu van der Poel | Wout Van Aert             |
| 6  | 18 dicembre  | Namur          | Cyclo-cross de la Citadelle    | Mathieu van der Poel | Wout Van Aert             |
| 7  | 26 dicembre  | Heusden-Zolder | Grote Prijs Eric De Vlaeminck  | Wout Van Aert        | Wout Van Aert             |
| 8  | 15 gennaio   | Fiuggi         | Memorial Romano Scotti         | Wout Van Aert        | Wout Van Aert             |
| 9  | 22 gennaio   | Hoogerheide    | Grote Prijs Adrie van der Poel | Lars van der Haar    | Wout Van Aert             |

### Classifica generale
| Pos. | Corridore              | Squadra       | VEG | IOW | VAL | KOK | ZEV | NAM | HEU | FIU  | HOO | Punti |
| ---- | ---------------------- | ------------- | --- | --- | --- | --- | --- | --- | --- | ---- | --- | ----- |
| 1    | Wout Van Aert          | Crelan-Vastg. | 1   | 1   | 2   |     | 2   | 2   | 1   | 1    |     | 530   |
| 2    | Kevin Pauwels          | Marlux-Napol. | 12  | 2   | 5   |     | 3   | 3   | 3   | 4    | 5   | 474   |
| 3    | Tom Meeusen            | Telenet-Fidea | 11  | 14  | 4   |     | 4   | 4   | 5   | 3    | 2   | 447   |
| 4    | Michael Vanthourenhout | Marlux-Napol. | 2   | 20  | 3   |     | 9   | 8   | 6   | 6    | 23  | 384   |
| 5    | Laurens Sweeck         | ERA Real Est. | 3   | 3   | 9   |     | 6   | 5   | 2   | 27   |     | 373   |
| 6    | Corné van Kessel       | Telenet-Fidea |     | 6   | 8   |     | 7   | 6   | 9   | 10   | 3   | 345   |
| 7    | Tim Merlier            | Crelan-Vastg. | 9   | 19  | 10  |     | 13  | 16  | 7   | 5    | 6   | 344   |
| 8    | Mathieu van der Poel   | Beobank       |     |     | 1   |     | 1   | 1   | 14  |      | 24  | 304   |
| 9    | Toon Aerts             | Telenet-Fidea | 4   | 9   | 6   |     | 12  | 7   | 4   | Rit. |     | 301   |
| 10   | Marcel Meisen          | Steylaerts    |     | 30  | 13  |     | 10  | 9   | 15  | 2    | 8   | 297   |

## Donne Elite

### Risultati
| N. | Data         | Città          | Prova                          | Vincitrice        | Leader della Cl. generale |
| -- | ------------ | -------------- | ------------------------------ | ----------------- | ------------------------- |
| 1  | 21 settembre | Las Vegas      | CrossVegas                     | Sophie de Boer    | Sophie de Boer            |
| 2  | 24 settembre | Iowa City      | Jingle Cross                   | Katherine Compton | Katherine Compton         |
| 3  | 23 ottobre   | Valkenburg     | Cauberg Cyclo-Cross            | Thalita de Jong   | Sophie de Boer            |
| 4  | 20 novembre  | Koksijde       | Duinencross                    | annullato         | annullato                 |
| 5  | 26 novembre  | Zeven          | Poldercross                    | Sanne Cant        | Sophie de Boer            |
| 6  | 18 dicembre  | Namur          | Cyclo-cross de la Citadelle    | Kateřina Nash     | Sophie de Boer            |
| 7  | 26 dicembre  | Heusden-Zolder | Grote Prijs Eric De Vlaeminck  | Marianne Vos      | Sophie de Boer            |
| 8  | 15 gennaio   | Fiuggi         | Memorial Romano Scotti         | Marianne Vos      | Sophie de Boer            |
| 9  | 22 gennaio   | Hoogerheide    | Grote Prijs Adrie van der Poel | Marianne Vos      | Sophie de Boer            |

### Classifica generale
| Pos. | Corridore         | Squadra          | VEG | IOW | VAL | KOK | ZEV | NAM | HEU | FIU | HOO | Punti |
| ---- | ----------------- | ---------------- | --- | --- | --- | --- | --- | --- | --- | --- | --- | ----- |
| 1    | Sophie de Boer    | Kalas-NNOF       | 1   | 7   | 2   |     | 4   | 3   | 6   | 3   | 8   | 484   |
| 2    | Sanne Cant        | IKO Enertherm    | 9   | 13  | 3   |     | 1   | 13  | 2   |     | 4   | 395   |
| 3    | Kateřina Nash     | Team LUNA Chix   | 2   | 4   |     |     |     | 1   | 3   | 2   | 7   | 393   |
| 4    | Ellen Van Loy     | Telenet-Fidea    | 17  | 14  | 6   |     | 7   | 6   | 7   | 7   | 13  | 353   |
| 5    | Eva Lechner       | Team LUNA Chix   | 16  | 8   |     |     |     | 2   | 5   | 5   | 14  | 298   |
| 6    | Ellen Noble       | Colavita         | 8   | 5   | 37  |     | 10  | 16  | 19  | 8   | 39  | 282   |
| 7    | Amanda Miller     | Visit Dallas DNA | 4   | 10  | 5   |     |     | 7   | 10  |     | 19  | 279   |
| 8    | Caroline Mani     | Raleigh-Clement  | 5   | 2   | 7   |     | 11  |     |     | 14  | 31  | 270   |
| 9    | Katherine Compton | KFC Racing       | 3   | 1   |     |     | 2   |     |     |     | 17  | 249   |
| 10   | Laura Verdonschot | Marlux-Napol.    |     |     | 19  |     | 8   | 28  | 11  | 6   | 5   | 246   |

## Uomini Under-23

### Risultati
| N. | Data        | Città          | Prova                          | Vincitore         | Leader della Cl. generale |
| -- | ----------- | -------------- | ------------------------------ | ----------------- | ------------------------- |
| 1  | 23 ottobre  | Valkenburg     | Cauberg Cyclo-Cross            | Gioele Bertolini  | Gioele Bertolini          |
| 2  | 20 novembre | Koksijde       | Duinencross                    | annullato         | annullato                 |
| 3  | 26 novembre | Zeven          | Poldercross                    | Joris Nieuwenhuis | Joris Nieuwenhuis         |
| 4  | 18 dicembre | Namur          | Cyclo-cross de la Citadelle    | Joris Nieuwenhuis | Joris Nieuwenhuis         |
| 5  | 26 dicembre | Heusden-Zolder | Grote Prijs Eric De Vlaeminck  | Joris Nieuwenhuis | Joris Nieuwenhuis         |
| 6  | 15 gennaio  | Fiuggi         | Memorial Romano Scotti         | Eli Iserbyt       | Joris Nieuwenhuis         |
| 7  | 22 gennaio  | Hoogerheide    | Grote Prijs Adrie van der Poel | Joris Nieuwenhuis | Joris Nieuwenhuis         |

### Classifica generale
| Pos. | Corridore            | Squadra     | VAL | KOK | ZEV | NAM | HEU | FIU | HOO  | Punti |
| ---- | -------------------- | ----------- | --- | --- | --- | --- | --- | --- | ---- | ----- |
| 1    | Joris Nieuwenhuis    | Paesi Bassi | 2   |     | 1   | 1   | 1   | 10  | 1    | 240   |
| 2    | Quinten Hermans      | Belgio      | 3   |     | 3   | 2   |     | 3   | 16   | 185   |
| 3    | Clément Russo        | Francia     | 14  |     | 19  | 4   | 2   | 4   | 2    | 180   |
| 4    | Gioele Bertolini     | Italia      | 1   |     | 4   | 9   | 8   | 2   |      | 176   |
| 5    | Eli Iserbyt          | Belgio      | 6   |     | 2   | 5   | 6   | 1   |      | 175   |
| 6    | Thijs Aerts          | Belgio      | 13  |     | 12  | 3   | 4   | 5   | 3    | 165   |
| 7    | Adam Ťoupalík        | Rep. Ceca   | 4   |     | 7   | 7   | 3   | 11  | Rit. | 141   |
| 8    | Nicolas Cleppe       | Belgio      |     |     | 4   | 6   | 9   | 12  | 5    | 124   |
| 9    | Maik van der Heijden | Paesi Bassi | 18  |     | 9   | 16  | 14  | 7   | 4    | 109   |
| 10   | Sieben Wouters       | Paesi Bassi | 5   |     | 22  | 28  | 16  | 5   | 15   | 101   |

## Uomini Junior

### Risultati
| N. | Data        | Città          | Prova                          | Vincitore       | Leader della Cl. generale |
| -- | ----------- | -------------- | ------------------------------ | --------------- | ------------------------- |
| 1  | 23 ottobre  | Valkenburg     | Cauberg Cyclo-Cross            | Yentl Bekaert   | Yentl Bekaert             |
| 2  | 20 novembre | Koksijde       | Duinencross                    | annullato       | annullato                 |
| 3  | 26 novembre | Zeven          | Poldercross                    | Jelle Camps     | Yentl Bekaert             |
| 4  | 18 dicembre | Namur          | Cyclo-cross de la Citadelle    | Thomas Pidcock  | Toon Vandebosch           |
| 5  | 26 dicembre | Heusden-Zolder | Grote Prijs Eric De Vlaeminck  | Thymen Arensman | Toon Vandebosch           |
| 6  | 15 gennaio  | Fiuggi         | Memorial Romano Scotti         | Antoine Benoist | Toon Vandebosch           |
| 7  | 22 gennaio  | Hoogerheide    | Grote Prijs Adrie van der Poel | Thomas Pidcock  | Toon Vandebosch           |

### Classifica generale
| Pos. | Corridore         | Squadra       | VAL | KOK | ZEV | NAM | HEU | FIU | HOO | Punti |
| ---- | ----------------- | ------------- | --- | --- | --- | --- | --- | --- | --- | ----- |
| 1    | Toon Vandebosch   | Belgio        | 5   |     | 2   | 6   | 2   | 3   |     | 180   |
| 2    | Antoine Benoist   | Francia       | 2   |     |     | 2   |     | 1   | 13  | 178   |
| 3    | Thomas Pidcock    | Gran Bretagna |     |     | 3   | 1   |     |     | 1   | 165   |
| 4    | Yentl Bekaert     | Belgio        | 1   |     | 4   | 19  | 12  | 28  | 5   | 154   |
| 5    | Andreas Goeman    | Belgio        | 3   |     | 6   | 11  | 3   | 16  | 8   | 146   |
| 6    | Thymen Arensman   | Paesi Bassi   | 28  |     | 8   | 5   |     | 1   | 15  | 137   |
| 7    | Jelle Camps       | Belgio        | 26  |     | 1   | 17  | 7   | 10  | 10  | 132   |
| 8    | Ben Turner        | Gran Bretagna | 10  |     | 7   | 8   |     |     | 2   | 126   |
| 9    | Timo Kielich      | Belgio        | 13  |     | 9   | 10  | 6   | 11  | 3   | 121   |
| 10   | Maxime Bonsergent | Francia       | 11  |     |     | 3   |     | 2   |     | 115   |